# Mercury–Redstone–3
A Mercury–Redstone–3 a NASA Mercury-programjának első olyan repülése volt, amelynek során egy ember Mercury űrhajó fedélzetén átlépte az úgynevezett Kármán-vonalat és eljutott a világűrbe. Ismert még Freedom 7 néven is, mivel a repülés során – az űrhajós választása alapján – ezt a rádió hívójelet használta a NASA. A Redstone rakéta 1961. május 5-én 15 perces szuborbitális repülésre, egyfajta űrugrásra vitte az űrhajót, fedélzetén az első amerikai űrhajóssal, Alan Sheparddal.
A NASA ekkor még nem rendelkezett olyan tolóerejű hordozórakétával, amellyel egy űrkabint Föld körüli pályára tudott volna állítani, ám a Szovjetunióval folytatott „űrverseny” elvesztésétől félve az amerikai kormány egy mielőbbi űrutat szorgalmazott, akkor is, ha az orbitális repülésre még nem készültek fel. Ám az űrrepülésre titokban készülő Szovjetunió három héttel korábban, április 12-én váratlanul felbocsátotta első űrhajóját, a Vosztok–1-et, a fedélzetén Jurij Gagarinnal, megszerezve az első helyet az űrhajózás történetében.
A Freedom 7 útja egy 187 km magasságig emelkedő ballisztikus repülés volt, ez a magasság megközelítette a legalacsonyabb műholdpályák magasságát, és az USA megalapozottan tekinti az utat a világűrig való eljutásnak. Egy második űrugrás (Virgil Grissom) után John Glenn-nek sikerült először orbitális pályára jutnia az amerikai űrhajózásban.
Az első amerikai űrrepülés Cape Canaveralról startolt, majd az űrhajó 15 perc 28 másodpercnyi repülés után a Bahama-szigetek mellett az Atlanti-óceánra szállt le, ahonnan a USS Lake Champlain hadihajó kutató-mentő helikopterei emelték ki. Néhány kisebb alrendszer jelentéktelen hibájától és a startfolyamat elhúzódásából fakadó kényelmetlenségektől eltekintve a repülés teljesen problémamentesen zajlott le. Később ennek a repülésnek a propagandaértékét felhasználva jelentette be John F. Kennedy elnök, hogy az USA megkísérli a holdra szállást és ennek érdekében elindítja az Apollo-programot.

## Személyzet
| Beosztás   | Asztronauta                | Asztronauta                |
| ---------- | -------------------------- | -------------------------- |
| Parancsnok | Alan Shepard (2) űrrepülés | Alan Shepard (2) űrrepülés |

Tartalék személyzet
| Beosztás            | Asztronauta              | Asztronauta              |
| ------------------- | ------------------------ | ------------------------ |
| Tartalék parancsnok | John Glenn (2) űrrepülés | John Glenn (2) űrrepülés |

(1) Zárójelben a sikeres űrrepülések száma személyenként, beleértve ezt a missziót is.

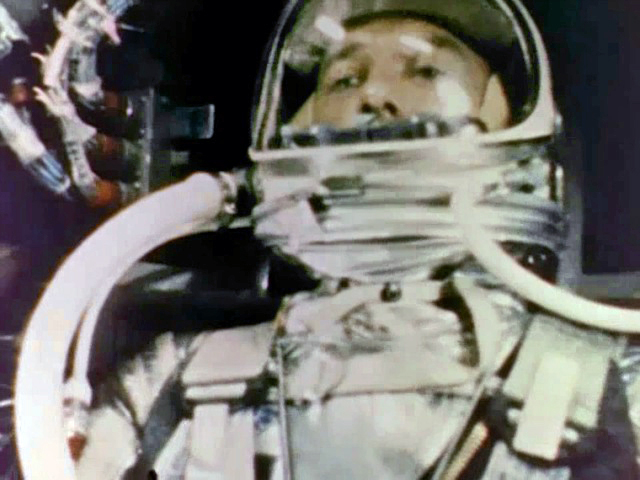
Alan Shepard a Freedom 7 fedélzetén (tévékamera által rögzített közvetítés képkockája)

## Előzmények

### Embert az űrbe
A Szputnyik–1 1957. október 4-i felbocsátása elindította az űrversenyt is, a világ akkori két szuperhatalma az űrteljesítmények területén (is) egymás megelőzésére törekedett. Az amerikai közvéleményben a szovjet műhold pályára állítása egyfajta háborús csatavesztés érzését keltette, amely azonnali visszavágás után kiáltott. De a szovjetek minden fontos – és logikus – elsőséget learattak: előbb állítottak Föld körüli pályára egy élőlényt (Szputnyik–2 – Lajka kutya), vagy érték el a Holdat (Luna–1 és Luna–2), miközben az amerikaiak kudarcot vallottak, vagy csak jóval később voltak képesek választ adni egy-egy szovjet űrteljesítményre. Ebben a versenyben a különböző műholdak felbocsátása után a következő logikus lépés az ember világűrbe lépése volt. Az Egyesült Államokban Dwight Eisenhower elnök 1958. október 1-jei hatállyal megalapította a NASA-t, amely az USA űrtevékenységének összefogását kapta feladatul, ezek közül is első helyen kijelölve egy olyan a programot, amelynek keretében egy ember űrbe juttatásával elhódítják a szovjetek elől az űrtechnikabeli elsőséget. Ezért informálisan a megalakulás pillanatában, formálisan pedig Keith Glennan NASA igazgató bejelentésével 1958. december 17-én elindították a Mercury-programot.
Mindeközben a Szovjetunióban a nyilvánosság teljes kizárásával folytak az erőfeszítések mind a műholdak, űrszondák indítására, mind pedig az emberes program elindítására. Moszkvában 1958. november 1-jén döntött az SZKP Központi Bizottsága a Vosztok-program – az első szovjet űrhajóst a világűrbe juttató űrrepülés – elindításáról.
A NASA a korábbi NACA kísérleti programjaiból, valamint a különböző haderőnemek kísérleti programjaiból – melyeket az űrhivatal létrehozását megalapozó elnöki rendelet kötelezően az új szervezetnek átadni rendelt – hamar megszületett az űrhajóra, a hordozóeszközre és a repülési profilra vonatkozó koncepció. A választás a rakéta tekintetében az amerikai légierő számára interkontinentális ballisztikus rakétafegyverként fejlesztett Atlas rakétára esett. Az űrhajót Maxime Faget tervező korábbi elképzeléseire alapozták és a McDonnell kapta a szerződést a részletes megtervezésére és legyártására. Repülési profilból rögtön kettő is bekerült a tervek közé: egy szuborbitális űrugrásé és egy Föld körüli keringésben végrehajtott repülésé. Előbbit a kényszer szülte, és csak jóval később merült fel, mint lehetőség. A kényszert az szülte, hogy az orbitális repülés végrehajtásához nem volt kész a megfelelő teljesítményű Atlas fejlesztése. Ezért a párhuzamosan zajló űrhajófejlesztéshez – számos részterületen – kisebb teljesítményű, ám régebbi, megbízható rakétákat is használatba vettek, igaz csak kisebb magasságokba, vagy szuborbitális repülésekre. 1960 végén azonban a szovjet kísérletekből – több nagy tömegű (egy emberrel végzett repüléshez szükséges kabin tömegével egyenértékű), élőlényekkel Föld körüli pályára álló műholdból – világossá vált az amerikaiak számára, hogy vetélytársuk előrébb tart, ezért ekkor fogalmazódott meg a gondolat, hogy a program el kell ágazzon két alternatív irányba: tovább folynak az előkészületek az orbitális repülésre és önálló irányként előkészítenek egy emberrel végzett szuborbitális repülést is. A NASA úgy gondolta, hogy a közvélemény számára megnyugtató lenne, ha bár a mindenki számára nyilvánvalóan „igazinak” tekintett Föld körüli pályán végzett repülésben látható hátrányban is van Amerika, az ehhez vezető utat több lépésben építik fel és az első lépést (az űrugrást) megnyerik. Ezért el is indították az eredetileg csak tesztekhez szánt Redstone rakéta és a Mercury kabin összeépítésével a folyamatot, amelyben előbb egy automata üzemmódban, utas nélkül, majd egy majommal, végül egy űrhajóssal végzett űrugrással három lépésben elhódítható az elsőség a szovjetek elől.
1961. április 12-én Jurij Gagarinnal a fedélzetén elstartolt a Vosztok–1, és az USA ismét elvesztett egy fontos „csatát” az űrversenyben, amikor szovjet ember lett az első, aki eljutott a világűrbe. Az Egyesült Államok számára ekkor mindennél fontosabb volt, hogy a közvélemény és a világ számára mielőbb bebizonyítsák a képességet és maguk is embert juttassanak fel. Bár a szakemberek tudták, hogy az űrugrás nem „igazi” űrrepülés – sem a FAI sztenderdjei szerint, sem pedig Gagarin repülésével összehasonlítva – a közvélemény számára fontos volt bármilyen embert szállító űrhajó felbocsátása, így John F. Kennedy elnök sürgetőleg lépett fel a NASA felé, hogy a lehető leghamarabb bocsássák fel az első amerikai űrhajóst szállító űrhajót.

### Legénységválogatás

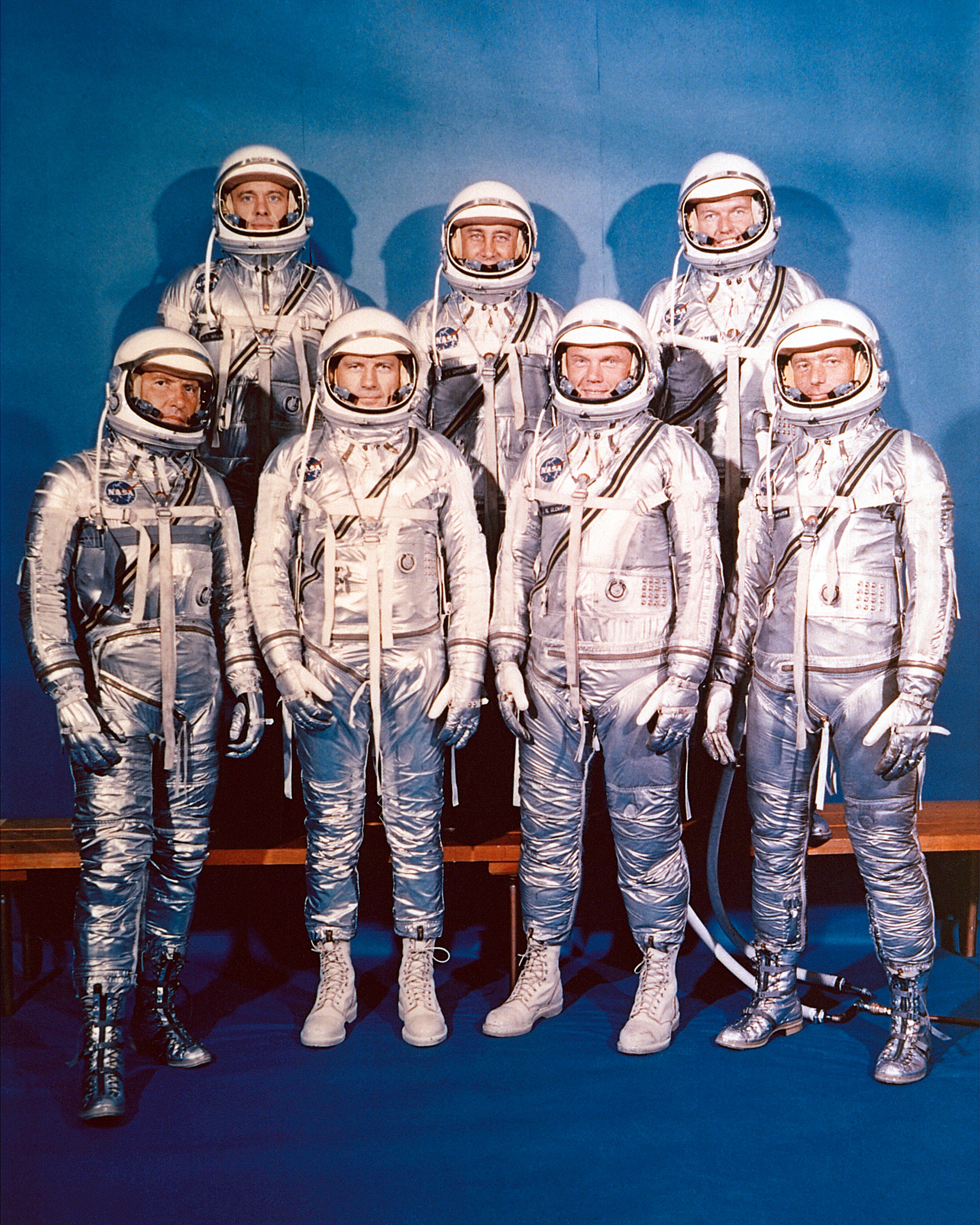
A Mercury Hetek 1960-ban, még a repülések előtt

A világ első űrhajósának kiválasztásához szükséges követelményrendszer meghatározását követően egy többlépcsős kiválasztási folyamat ment végbe 1959. február-március időszakban. A kiválasztás végén hét űrhajóst – a Mercury Hetek nevű csoportot – mutatott be a sajtó Washingtonban, mint Amerika újdonsült űrhajósjelöltjeit, majd ez a 7 fő kezdte meg a szerteágazó gyakorlatokból (tantermi foglalkozásokból, centrifugatesztekből, hőkamrás gyakorlásokból és repülési tréningekből) álló kiképzést.
A program vezetői a hét jelölt közül (logikusan) a lehető legjobbat kívánták felküldeni a történelmi repülésre. A legénységválogatásért felelős NASA vezető, Roberth Gilruth egy sajátos procedúrát talált ki, hogy megtalálja a csoport legjobbját. A repülés előtt nem sokkal összehívta a teljes csoportot, és azt a feladatot adta nekik, hogy egy papírlapon a következő kérdést válaszolják meg: „Ha Ön nem lehet az első, kit jelölne repülésre a társai közül?” A legtöbb szavazat Alan Shepardra esett, így ő kapta meg a Mercury–Redstone–3 parancsnoki kinevezését. Az űrhajósok (és Gilruth) döntését nagyban befolyásolta, hogy a jelöltek egy háromfős csoportból kerülhettek csak ki, tekintve, hogy korábban Alan Shepard, John Glenn és Gus Grissom kapott kiképzést egy szuborbitális repülésre. Végül Gilruth legénységjelölése is így lett végleges: Alan Shepard lett a repülésre jelölt űrhajós, míg John Glenn az első számú, valamint Gus Grissom a második számú tartalék. A hivatalos bejelentést 1961. február 22-én tette meg a Space Task Group a Shepard és két tartaléka jelöléséről.

### Ember nélküli kísérleti repülések
Az ember világűrbe jutásának előkészületei, az ember nélküli repülési tesztek 1959. augusztus 21-én kezdődtek, és a mentőrakétát próbálták ki. Ezt követően különböző részegységek, majd az elkészült űrhajó próbái következtek Little Joe, Big Joe és Atlas rakétákkal, majd felmerült a szuborbitális repülések gondolata is, amelyhez használatba vették a Redstone rakétát is, főként költségtakarékossági okokból. A szovjetek sikerei nyomán aztán a NASA vezetői a program folyamatának elágazásáról döntöttek: az első űrhajós repülésére beiktattak egy szuborbitális repülést, egy ún. űrugrást, míg az orbitális repülés előkészítésének folyamata is zajlott tovább. A hardver működőképességének igazolása mellett még ki kellett kísérletezni, hogy egy élő szervezet képes-e kibírni egy ilyen repülés fizikai hatásait. Ezért két repülést irányoztak elő, egy teljesen automata repülést és egy majommal végrehajtott tesztet.
Mercury–Redstone–1
A teljesen automata repülést 1960. november 21-re tűzték ki, Mercury–Redstone–1 jelöléssel, ám ez rögtön a startnál teljes kudarcba fulladt. A később „a tízcentis repülés” gúnynevet kapott kísérlet során a rakéta elstartolt az indítópadról, ám egy kalibrációs hiba miatt a rendszer túl lassúnak ítélte meg az emelkedést és leállította a hajtóművet. A rakéta így összesen 10–12 centimétert emelkedett, majd visszazökkent az indítóasztalra. A mentőrendszer – egyébként helyesen – ezt vészhelyzetnek ítélte meg, leszakította a kabint a rakéta tetejéről és eltávolította az indítóasztaltól. A start teljes kudarcba fulladt.
Mercury–Redstone–1A
A kudarccal végződő repülés kivizsgálását és a hibák kijavítását követően a megismételt startot, 1960. december 19-én hajtották végre, Mercury–Redstone–1A jellel. Ezúttal minden a tervek szerint alakult, a rakéta és a Mercury űrhajó mindenben a tervezett protokoll szerint működött. A sikert követően a tesztek lezárására egy majommal végzett utolsó, éles tesztet írtak még ki, amely repülés sikerét követően engedélyezte a NASA egy ember felbocsátását.

### Ham, a csimpánz űrugrása

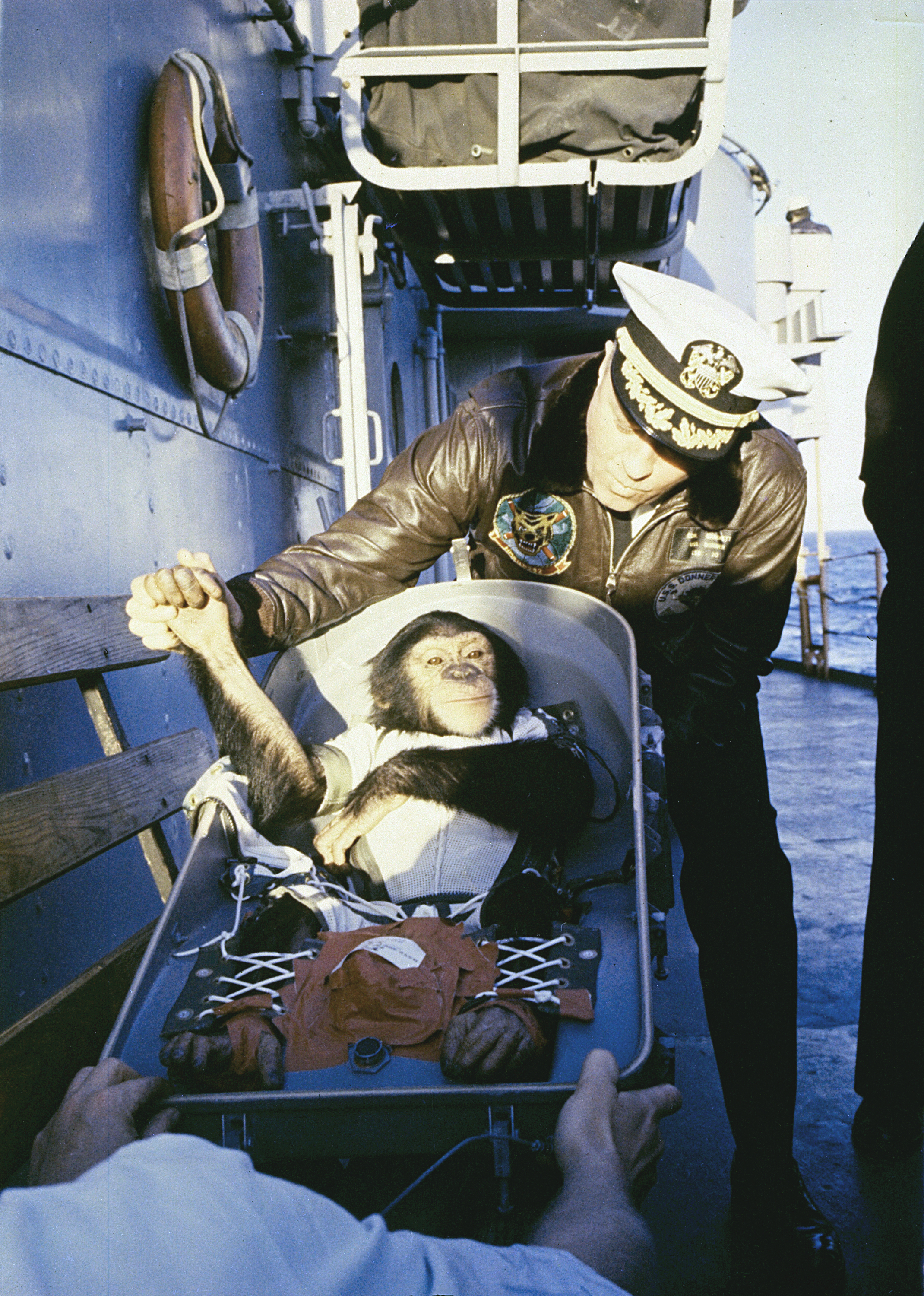
Ham a USS Donner fedélzetén a repülés után a hajó kapitányával „fog kezet”

A nagy magasságú teszteknél már a NACA-nál bevett szokás volt, hogy majmokat ültettek a kísérleti rakétákba, a NASA is ezt a gyakorlatot vette át. A kísérleti repülések során azonban nem volt éles a határ a NACA/NASA és a különböző haderőnemek erőforrásai között, ezért például a leendő űrkísérletekhez még a légierő hozott létre egy 40 egyedből álló majomkolóniát a Holloman Légibázison. Amikor eldőlt, hogy a Mercury-programban egy űrugrást is végrehajtanak, a NASA átvett a légierőtől egy hat csimpánzból álló csoportot, amelynek egyedeit már a Holloman bázison speciális gyakorlatokkal képezték űrrepülési kísérletekre, majd Cape Canaveralre költöztették őket. Közülük került ki Ham, a legkiegyensúlyozottabb csimpánz (és tartaléka Minnie), akit kijelöltek a repülésre. Érdekesség, hogy a majmot eredetileg Changnak hívták, csak az űrkísérletre kapta a Ham nevet, amely azonban inkább volt jel, mint név, mert egy betűszó volt, a Holloman Aerospace Medical Center kezdőbetűiből.
Ham repülését 1961. január 31-re tűzték ki. A repülés azonban nem hozott teljes sikert. Ham speciális ülést kapott, egy hermetikusan zárt és oxigénnel ellátott zárt kapszulát (egy kvázi majom-szkafandert), amelyben a start reggelén beültették a Mercury űrhajóba. Ezt követően aztán elkezdődtek a problémák, amelyek egészen a vízre szállásig elkísérték a folyamatot. Összesítve négy órányi megszakítás és starthalasztás akkumulálódott (az indítóállás liftjétől kezdve a kabin áramátalakítójáig több hibát is regisztráltak és hárítottak el), mire 16:55-kor (UTC) beindult a Redstone hajtóműve és a magasba vitte a csimpánzt. A repülés első perce végén nyilvánvalóvá vált a telemetriai adatokból, hogy a rakéta is eltért a tervezett röppályától. Két perccel a start után egy légszelep tévesen kinyitott és a kabin belső nyomása a normális 0,38 bar érték kevesebb mint ötödére, 0,07 barra zuhant. A gyorsítás végén aztán, amikor a hajtómű leállt, egy újabb hiba következett be, a hajtómű programozott leállását a mentőrakéta vezérlőrendszere hibaként érzékelte, és ahelyett, hogy rendben levált volna, maga is beindult, tovább emelve a kabint. Az űrhajó ezért a tervezettnél magasabbra jutott, és a visszatérés pályája is meredekebb lett.
Ham a pályaeltérést megszenvedte: a visszatéréskor 14,7 g hatott rá. Ennek ellenére teljesítette a rá kirótt feladatot (hang és fényjelzésre megadott időn belül karokat kellett meghúznia, amelyet hiba esetén kis áramütéssel büntetett a rendszer), 50 alkalomból mindössze két alkalommal hibázott a majom. A problémák még a leszálláskor sem szűntek meg. A pályaeltérés miatt a kabin 77 kilométerrel a tervezett leszállási pont mellett, 90 kilométerre a legközelebbi hajóegységtől ért az Atlanti-óceánra. A vízre érkezéskor a kabin megsérült, és a repedésen, valamint a nyitott légszelepen keresztül víz ömlött a belsejébe. A USS Donner helikoptereit küldték a süllyedő kabin kiemelésére, amely végre sikert hozott – addigra kb. 360 liter víz jutott be. Mindezek ellenére Hamet épen és egészségesen emelték ki az ülésével a kabinból. A jó állapotban levő állat egy almát és egy narancsot kapott a konyháról, amit jóízűen elfogyasztott.
Mercury–Redstone–BD
Ham útja nem volt egyértelmű siker, olyannyira, hogy nem is következhetett Alan Shepard repülése, hanem Wernher von Braun kénytelen volt változtatásokat eszközölni a rakétán és a változtatások működőképességét egy újabb tesztrepülésen kipróbálni. Az újabb repülés nem is kapott sorszámot, hanem a soron kívüli Mercury–Redstone–BD (azaz Booster Development – Rakéta Továbbfejlesztés) jelet kapta. A Redstone-t összesen hét helyen változtatták meg. Egy módosítással a rakéta túlzott gyorsulását kívánták megelőzni, amelyet egy kis szervo szelep átalakításával értek el, hogy kevesebb hidrogén-peroxid jusson az üzemanyag szivattyúk meghajtását végző gőzgenerátorba, ezzel csökkenve a szivattyúk teljesítményét. Ugyancsak módosították az ún. tolóerő-csökkentőt, egy, az átfolyó üzemanyag mennyiségét szabályzó alkatrészt, ami szintén a túlgyorsulást volt hivatott akadályozni. Egy másik problémaforrás volt a rakéta felső részén támadó vibráció, amit a légerők keltettek, ezért négy merevítőt építettek be, és a szigetelésen is változtattak a rakéta falán (a hatások vizsgálatára 65 érzékelőt építettek be). További öt megszakítót építettek be, hogy minél pontosabban le lehessen állítani a hajtóművet még az oxidáló anyag kifogyását megelőzően. A módosítások végül jól vizsgáztak, az 1961. március 24-i repülés sikeres volt, elhárult az akadály az első űrhajós felbocsátása elől. A halasztás automatikusan azt is jelentette egyben, hogy az űrhajóssal startoló repülés nem következhet korábban, mint április 25. Azonban a csúszások a szovjetekkel való versenyfutásban sorsdöntőnek bizonyultak: a Mercury–Redstone–1 és az –1A közötti egy hónap, majd a Ham repülése és a MR–BD közötti újabb két hónap, összesen három hónap kiesett időt jelentett. Ez akkor lett fájó igazán a NASA számára, amikor 1961. április 12-én Jurij Gagarin sikeres repülésével ismét lemaradtak a szovjetek mögött (hiába tűzték ki Shepard startját április végére).

### Felkészülés a repülésre
Technikailag a felkészülés 1960. december 9-én indult el, amikor a Mercury űrhajó 7. gyári számú példánya Cape Canaveral-re érkezett, ez volt az első, teljes értékű, emberes repülésre alkalmas űrkabin. Ám a starthelyre szállítás nem azt jelentette, hogy az űrhajó repülésre kész, még Cape-en további módosítások történtek rajta, egészen március elejéig nem nyilvánították repülésre alkalmasnak. Bár felmerült a 8-as, 9-es, vagy 11-es sorszámú kabin bevetése, de a 7-est szánták kezdetektől az első emberes repülésre, és ez volt a legnagyobb készültségi fokú.
Személyzeti oldalról a start előtti utolsó időszak a repülési műveletek részletes begyakorlásával telt. A kijelölt hármas először is magának a repülésnek a lefolyását gyakorolta be. Ehhez a McDonnell épített a NASA számára két eszközt – két élethű Mercury űrhajó makettet –, amelynek műszerein az irányítóközpont operátorai tudtak különböző jelzéseket megjeleníteni. A kezdetben „folyamat gyakorlónak”, majd később már „Mercury-szimulátornak” keresztelt eszközökön intenzív munka folyt, az űrhajósok heti 55–60 órát gyakoroltak a repülés előtt, Shepard egymaga 120 repülésszimulációt „repült végig” a valódi startot megelőzően. A tesztek mennyisége mellett az élethűségre is nagy hangsúlyt fektettek, egy nyolc hetes periódusban egyre valósághűbben szimulálták a repüléseket, nyomáskamrában a magasságot szimulálták, elkezdtek űrruhát alkalmazni, vagy az életfunkciókat figyelő szenzorokat.
Egy másik szisztematikus gyakorlatsor volt a teljes felszállási procedúra szimulálása. Ennek keretében a teljes felszállási folyamatot elgyakorolták egészen onnantól, hogy a pilóták hálókörletétől elindulnak, majd egy kisbusszal elviszik őket a startasztalig, egészen odáig, hogy az űrhajós beül a kabinba és lefut a visszaszámlálás. Ezek a gyakorlások 1961. április 18-án kezdődtek – és fokozatosan váltak egyre élethűbbé azáltal, hogy előbb még az indítótorony az űrhajó mellett maradt és a tartályok töltetlenek maradtak, majd később a tornyot is eltávolították és az oxigéntartályokat is feltöltötték, mint egy igazi startnál – és egészen a start előtti második napig ismételték őket.
A startot eredetileg 1961. május 2-ára tűzték ki, ám a romló időjárási körülmények miatt ezt 2 óra 20 perccel a tervezett időpont előtt lefújták, annak ellenére, hogy Shepard az „S” hangárban már három órája beöltözve várta, hogy helyet foglaljon a kabinban. A start lefújása automatikusan 48 órás halasztást jelentett. Az elhalasztott startfolyamat május 4-én 8:30-kor kezdődött újra, a manőverező fúvókák hidrogén-peroxid hajtóanyagának betöltése, a piropatronok elhelyezése volt a start technikai előkészítésének utolsó mozzanata, utána már a közvetlen startelőkészületek jöttek sorra.

## Repülés

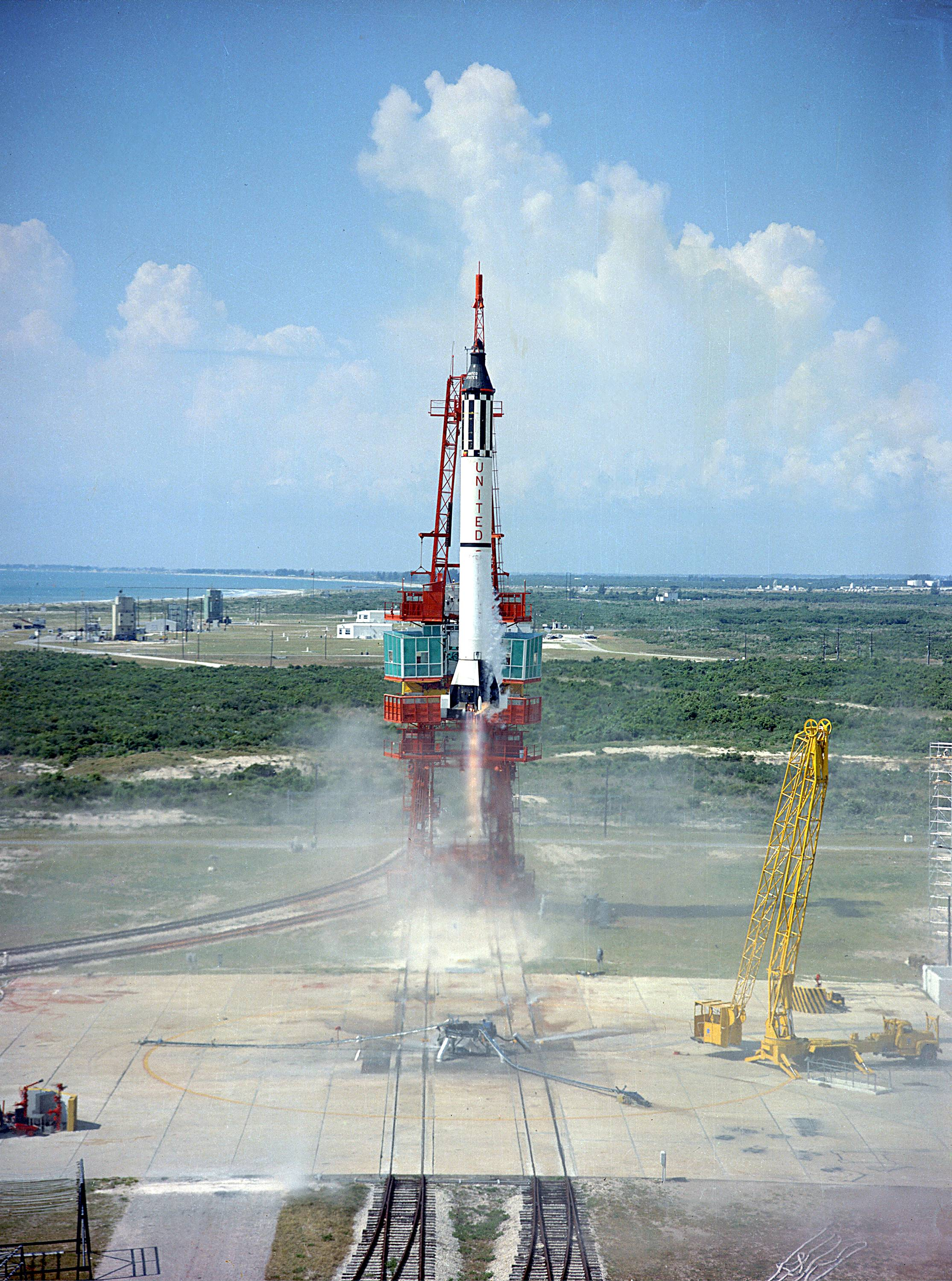
A Freedom 7 indítása a floridai Cape Canaveral űrbázisról

### Felszállási előkészületek
A közvetlen előkészületek 1961. május 5-én hajnali 1:30-kor kezdődtek Cape Canaveralen. Shepard és Glenn először reggelizni mentek (mely napirendi pont az űrhajózás – amerikai – történetében később ikonikussá vált, az űrhajósok reggelije az összes repülésen átívelő tradícióvá vált). Ezt követően az űrhajósok útjai elváltak. Glenn közvetlenül kiment az 5-ös indítóállásban várakozó rakétához, hogy társa érkezéséig az űrhajó repülésre való felkészítésének utolsó beállításaiban segédkezzen. Shepard pedig az orvosi szobába ment, ahol a beöltözés részeként különböző érzékelőket rögzítettek a testére. A szenzorok felhelyezését követően egy pamut kezeslábas aláöltözetet vett fel, amely kis tappancsokkal volt kirakva, amik a levegő űrruhában való cirkulációját voltak hivatottak biztosítani. Ezt követően legfelülre öltötte fel az űrhajós az ezüst színű, Navy Mark IV típusú űrruhát, majd a sisak és egy fémbőrönd következett, melyet csövekkel a ruha csatlakozóihoz kötöttek (ez utóbbi egy hordozható légkondicionáló volt, nem lévén az szkafandernek semmiféle szellőzése, az űrhajós testhőmérsékletének szabályozásában volt fontos szerepe).
A beöltözés végén – hajnali 4-kor – Gus Grissom csatlakozott Shepardhoz és egy kisbuszba szálltak, amely az indítóállásba vitte őket. A starthelyre érve a kesztyű felvételével fejeződött be a beöltözés folyamata, és vette kezdetét a tényleges felszállási folyamat. Először Gordo Cooper (az Eredeti Hetek tagja, a repülés alatt a rádiókapcsolat fenntartását végző űrhajós, az ún. CapCom) tájékoztatta Shepardot a visszaszámlálási folyamatról. 5:15-kor Shepard beszállt a felvonóba, amely az indítótorony 20 méter magasan levő felső szintjére, az ún „Zöld szobába” (a kabinba szállást lehetővé tevő kiszolgálóhelységbe) vitte az űrhajóst. A kabinban John Glenn az irányítással kooperációban végezte a műszerek és a berendezések végső kalibrálását és beállítását, de Shepard érkezésére kimászott a kabinból, hogy helyet adjon társának, aki majd befejezte a beállításokat.
Az űrhajós beszállása a kabinba szintén pontosan koreografált művelet volt. Először az űrhajósnak be kellett préselnie magát a rendkívül szűk helyre az apró kabinajtón át. Ezután egy segítő – ez az ember később hagyományosan, közel húsz éven át Joe Schmitt volt – szorosan az ülésbe szíjazta az űrhajóst, a vállánál, a mellkasánál, lágyékánál, térdénél és lábfejénél is rögzítve őt. A hosszas műveletet Shepard kuncogása törte meg egy időre, Glenn tréfáján nevetett: a tartalék űrhajós a beállítások során egy kis kartonpapír táblát ragasztott a műszerfalra, „Tilos kézilabdázni ezen a területen (No Handball Playing in This Area)” felirattal, a tábla mellé pedig egy szexmagazin középső lapját ragasztotta. (A berepülőpilótáké, illetve az ebből a körből származó űrhajósoké egy tipikus macsó, katonai közeg volt, ahol a durvább szexuális töltetű tréfák is megszokottak voltak. Glenn ezen tréfája is ebbe a kategóriába volt sorolható, a képpel és a „handball” kifejezéssel virágnyelven az önkielégítéssel ugratta társát.) A tréfa lezárásaként – mikor Shepard nevetéséből nyilvánvaló volt, hogy ült a poén – Glenn benyúlt a kabinba és kiemelte a posztert és a táblát, hogy a repülés során végig működésben levő és a startkor beinduló kamera ne örökítse meg az utókornak a repülés történelmiségéhez nem illő epizódot. Elérkezve az előkészületek végét jelző műveletig, a kabinajtó bezárásáig, Glenn végezte be a szertartást, mintegy az egész személyzet nevében kezet rázva és szerencsét kívánva elbúcsúzott Shepardtól. Ezután, 6:10-kor a kabinajtót rázárták az űrhajósra.
A startot eredetileg kevéssel 7:00 utánra tervezték, de halasztások sorozata következett. Előbb felhők jelentek meg Florida délnyugati része (beleértve Cape Canaveral) felett, ezért a meteorológusok jeleztek egy megszakítást, majd a Redstone rakéta áramátalakítójában észlelt hiba miatt hosszabbították meg a várakozást. Összesen 86 percnyi megszakítást követően T–35 percről indult tovább a visszaszámlálás. Ezt követően az irányítóközpont repülési adatrögzítő számítógépe hibásodott meg, összesen közel 3 órásra nyújtva a várakozást.
Ekkor lépett fel az űrhajózás-történet egyik legkülönlegesebb problémája, amikor a hosszúra nyúlt várakozás miatt Shepardnak vizelési ingere támadt. Ekkor arra kérte Gordo Coopert, hogy nézzen utána, miként szállhatna ki gyorsan a kabinból. Az irányítást meglepetésként érte a dolog, mivel egy 15 perces repülésre készülve senkiben nem merült fel a tervezés során, hogy erre is fel kell készíteni a rendszert (pl. egy űrruhába épített vizeletgyűjtő zacskóval). Az űrhajós kérését a repülést vezető Wernher von Braun elutasította, túl bonyolult lett volna kiszállni, majd újra beszállni. Az egyetlen megoldásnak az tűnt, ha Shepard bevizel. Ám egyes mérnökök ebben is problémát láttak, az űrruhába épített elektromos rendszerekben a folyadék esetleg rövidzárlatot okoz. A mérnökök javaslatára ezért az űrruha orvosi érzékelőinek rendszerében lekapcsolták az áramot és közölték Sheparddal, hogy elengedheti a vizeletét. Shepard kisvártatva a rádióban a következőt közölte az irányítással: Szoal … én most egy vizeshátú vagyok. („Weh-ayl … I'm a wetback now.”), amellyel egyrészt közölte, hogy az „utasításnak” megfelelően tényleg bevizelt, másrészt tréfásan utalt az általa a felkészülés során szokássá lett tréfás utánzásokra, amikor különböző helyzetekben a Bill Dana komikus által megteremtett figura, a spanyol ajkú bevándorlókat parodizáló Jose Jimenez stílusában viccelt el. A probléma nemsokára meg is szűnt, mivel a vizeletet az alsó pamut kezeslábas felitatta, majd a ventilátorokkal folyamatosan keringetett 100%-os tiszta oxigén fel is szárította.
A jókedv azonban nemsokára elillant, különösen akkor, amikor egy újabb technikai probléma lépett fel. A Redstone rakéta folyékony oxigéntartályának nyomása váratlanul megemelkedett, a NASA előtt ismét a felszállási folyamat megszakításának lehetősége jelent meg. Shepard ekkor már szokatlanul ingerült hangon kommentálta az eseményt: „Meddig gépészkedtek még, miért nem gyújtjátok meg végre ezt a gyertyát?! (Why don't you fix your little problem, and light this candle.)”.

### Űrugrás

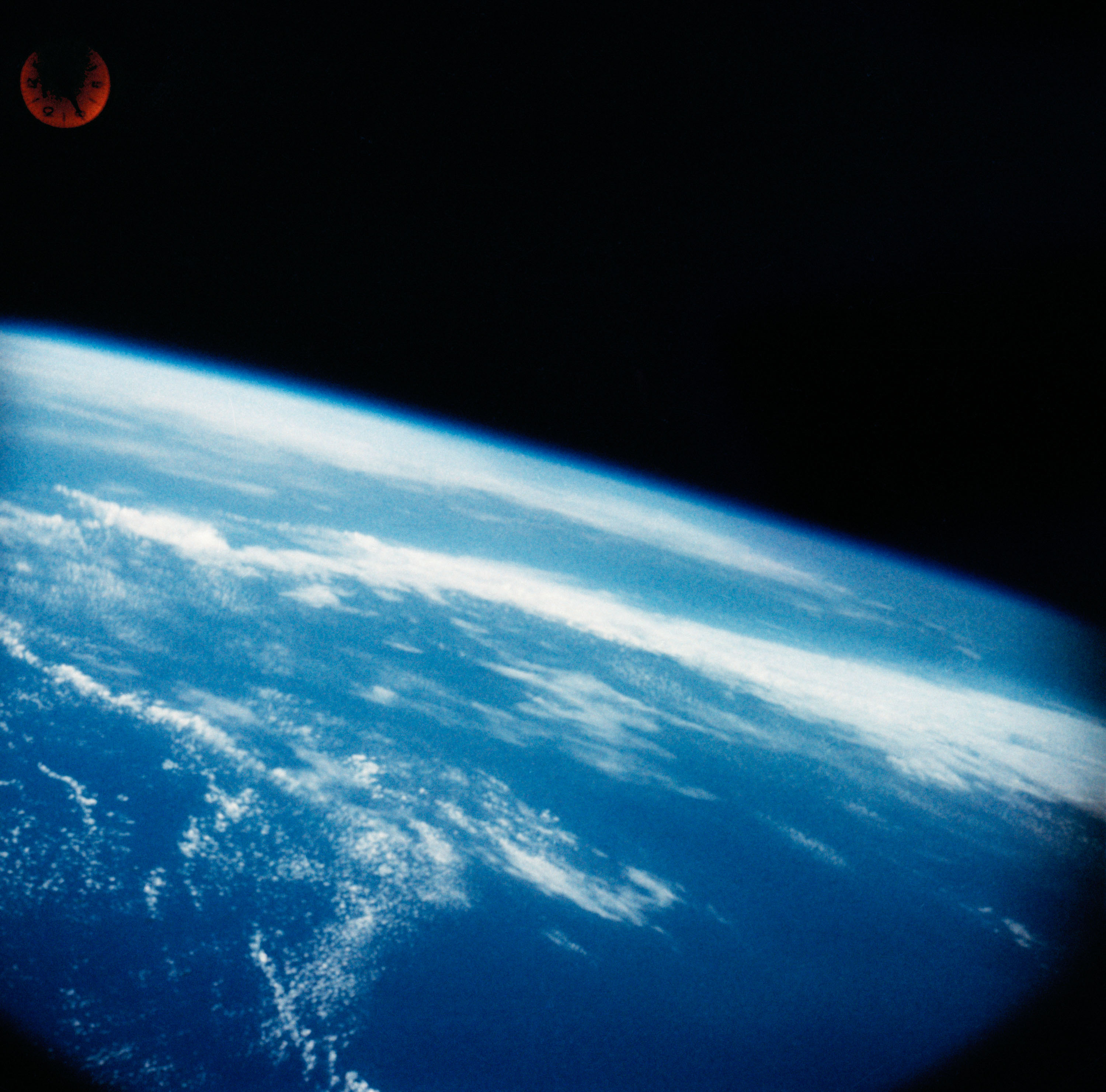
Egy kép a Földről a Freedom 7 fedélzetéről

A Mercury–Redstone–3 1961. május 5-én, 9:34:13- kor (14:34:13 UTC) startolt el Cape Canaveral 5-ös szám starthelyéről.

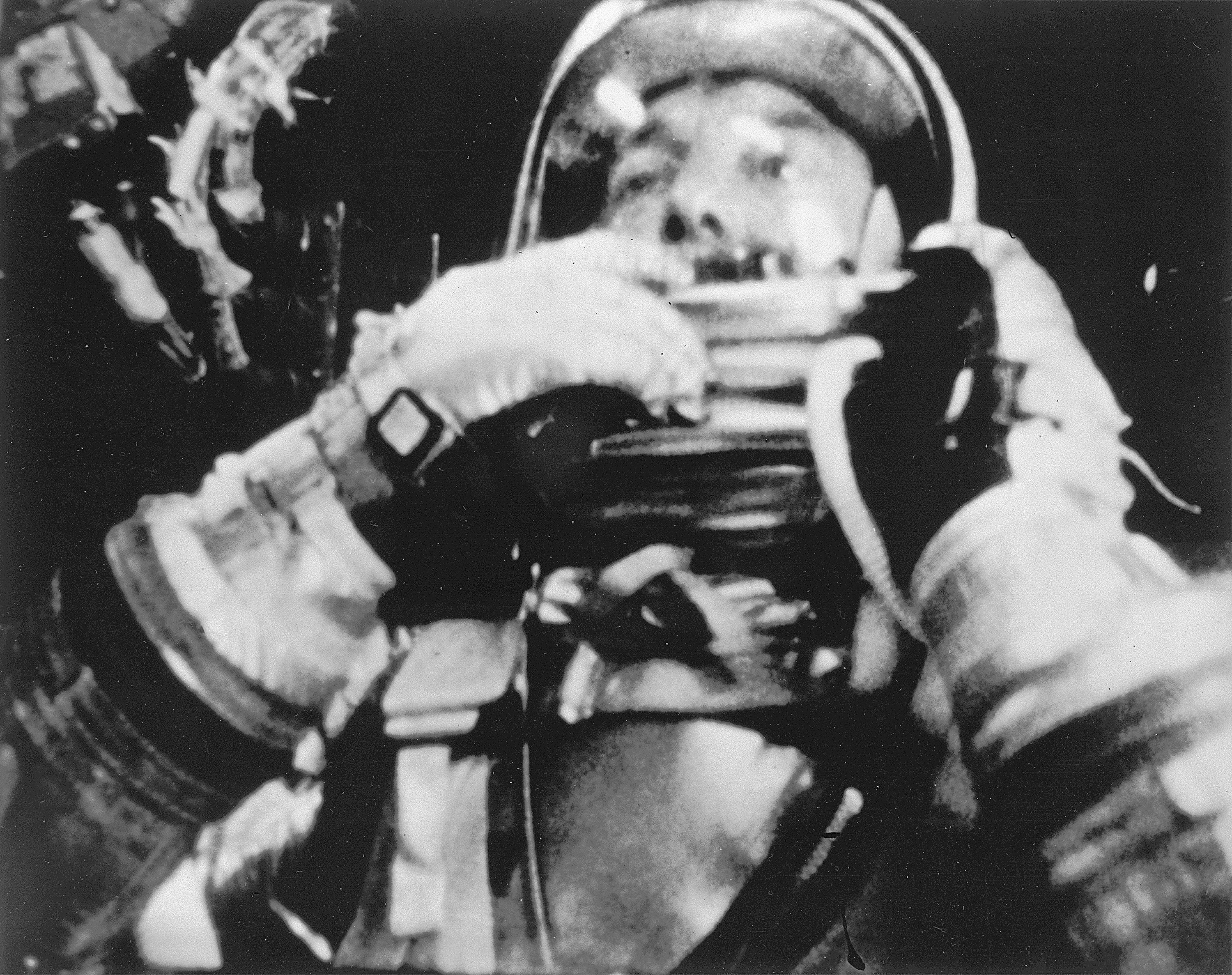
Shepard repülés közben (16 mm-es filmfelvevő képkockája)

Eseménysor (rádióforgalmazások):
- 14:34:13 Start

Shepard közvetlenül a start előtt még látta a periszkópján keresztül, ahogy a startelőkészületek alatt az űrhajót ellátó tápkábel leválik a csatlakozóról és lehull, majd a rádióban hallotta Deke Slayton, a CapCom visszaszámlálását.
Slayton: 15...10,9,8,7,6,5,4,3,2,1, zéró. Felszállás.
Shepard: Ah, vettem. Felszállás, az óra elindult.
Az űrhajósnak a starttal kapcsolatban annyi dolga volt, hogy elindítsa a repülés óráját, majd jelentse a műszerek jelzéseit. Shepardot meglepte a start lágysága, valamint az is, hogy mennyire tiszta a rádióadás Slaytonnal. Az űrhajós legfőbb feladata a felszállás kezdeti fázisában a rendszerek felügyelete és a műszerértékek folyamatos jelentése volt.
Shepard: Itt a Freedom 7. Üzemanyag rendben, 1,2 g, kabinnyomás 14 psi, oxigén rendben
Az első státuszriport szerint az üzemanyag áramlását rendben levőnek mutatták a műszerek, a gyorsulás értéke elérte a földi nehézségi gyorsulás 1,2-szeresét, a kabinnyomás pedig 14 font per négyzethüvelyk (azaz kb. 970 millibar) értéken állt. A Redstone közben megkezdte az ún. „bólintási programot”, azaz az irányítórendszer a függőleges repülésből átment ballisztikusba, azaz a repülés pályája kezdett ívet leírni. A bólintási program a repülés 15. és 40. másodperce között zajlott le. Shepard ebben az időszakban érezte a legsimábbnak a repülést. A 45. másodperctől az űrhajón egyre erősödő vibráció futott végig.

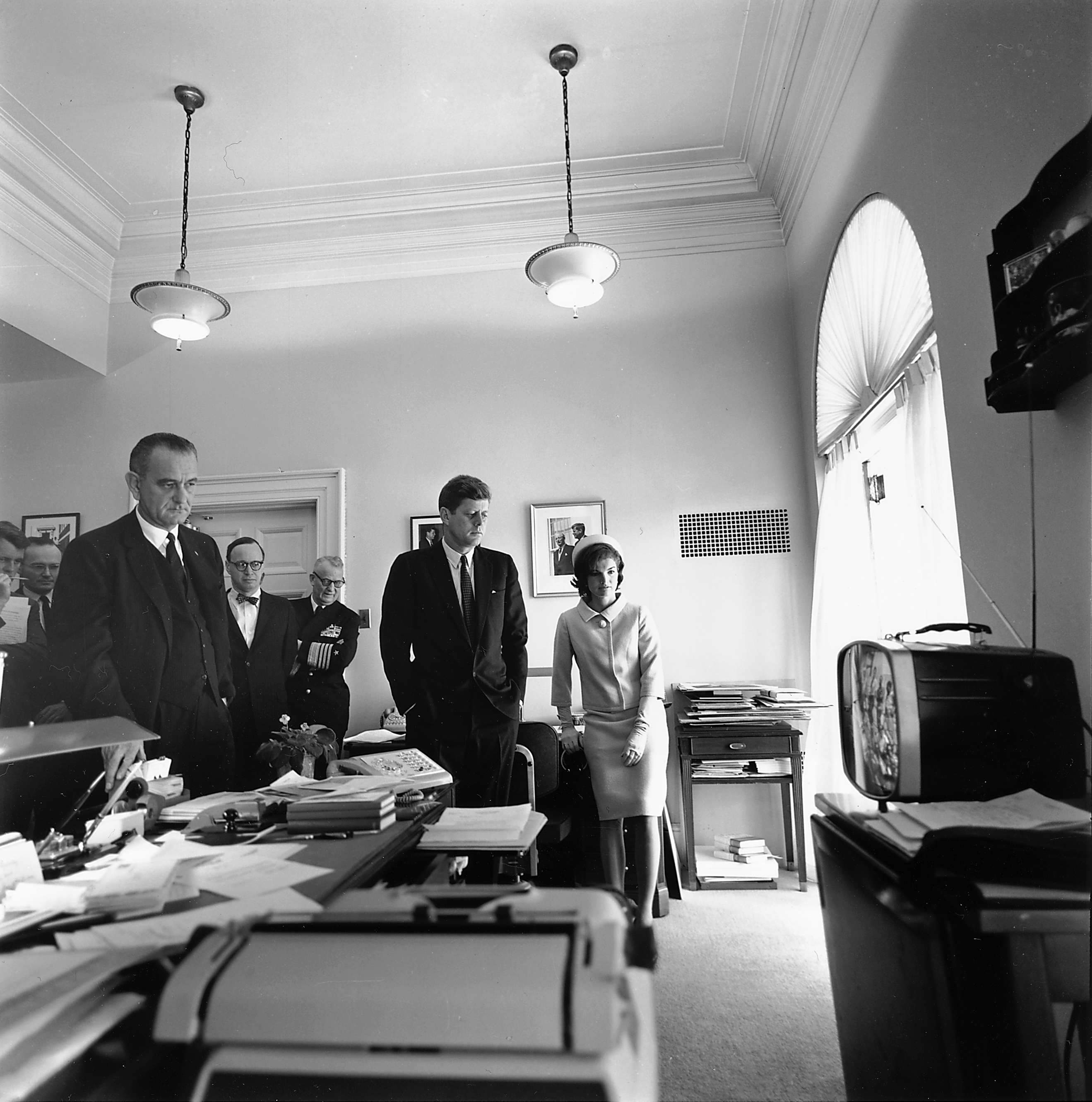
Kennedy elnök, Jackie Kennedy és Johnson alelnök tévén követi az űrrepülés közvetítését

- 14:35:31 Maximális dinamikus nyomás (Max Q)

A rázkódás egyre rosszabb lett, egészen annyira, hogy Shepard sisakja és feje annyira rázkódott, hogy a műszerek leolvasása is gondot okozott. A jelenségért elsősorban a levegő turbulenciája volt a felelős. A kabinon belüli zaj is sokkal nagyobb volt a vártnál. A körülmények romlása nagyjából addig tartott, amíg a száguldó űreszköz elérte a legnagyobb dinamikus nyomást, az ún. Max Q-t, amikor a legnagyobb nyomás nehezedett az űrhajó külső palástjára. Amint az űrhajó elérte ezt a fizikai határértéket, a repülés hirtelen ismét simává változott.
Shepard: OK, most már sokkal simább. Sokkal simább.
Mindeközben a kabinnyomás lecsökkent egészen a tervezett 5,5 psi szintre és ott stabilan beállt, valamint az űrszerelvény gyorsulása a kiürülő tartályok miatti tömegcsökkenés miatt a meghajtott szakasz végére elérte a maximális értéket, az űrhajósra 6g gyorsulási erő nehezedett.
- 14:36:37 Redstone fokozat leválás

Shepard: Leválasztás. Torony leválás zöld.
Slayton: Vettem.
Shepard: Hatástalanítás.…Kab szep zöld
(A NASA-t a kezdetektől jellemezte egy, csak a bennfentesek által érthető „technikai halandzsa” a rádióadásokban. A fenti rádióüzenetek azt jelentették, hogy először a mentőtorony leválását jelző zöld lámpa kigyulladt a műszerfalon, azaz a műszerek szerint rendben eltávolodott a feleslegessé vált részegység, aztán az űrhajós inaktívvá tette az űrhajó aljára erősített fékezőrakéta-csomag leválasztását végző kis robbanótölteteket, nehogy idő előtt válassza le őket, majd végül a kabin szeparációjának megtörténtét jelző zöld lámpa is kigyulladt).
A start után 2 perc 20 másodperccel indult a Redstone rakéta leválasztási folyamata, ahogy kifogyott belőle az üzem- és oxidáló anyag. Ehhez előbb a rakétán aktiválódott a BECO (Booster Engine Cutoff – Hordozórakéta hajtómű leválasztás) parancs és a Rocketdyne A–7 hajtómű leállt. Újabb 2 másodperccel később a mentőrakéta tornya vált le a kabin orráról, mivel már nem volt rá szükség. Végül újabb 2 másodpert elteltével az űrhajót a rakétával összekötő elemek robbanópatronjai elválasztották egymástól a Mercuryt a Redstone-tól, majd az űrhajón levő három rakétafúvóka 1 másodperces működtetésével el is távolították egymástól őket. Az űrkabin 8369 km/h (2,32 km/másodperc) sebességre gyorsult fel, Shepard számára viszont a 6,3 g nehézségi erőt a súlytalanság váltotta fel a meghajtás megszűntének pillanatában. (Shepard egy későbbi interjúban meglehetősen költőien fogalmazta meg ezt a pillanatot: „…Pillanatokkal korábban 1000 fontot nyomtam, aztán  a Földön egy tollpihe is nehezebb volt, mint én…”
A következő művelet a kabin megfordítása volt. Az irányítórendszer elforgatta a kabint a tömegközéppontja körül úgy, hogy a kabin alján levő hőpajzs és a fékezőrakéta csomag nézzen a menetirány felé. A fordulat közben kisebb libegés lépett fel, a kabin himbálózni kezdett, amit a fúvókák nagyjából 5 másodperc alatt megszüntettek és a rendszer stabilizálta az űrhajót. Ekkor vette kezdetét az űrhajós programja, ami utasból űrhajóssá emelte őt. Először a kézi irányítást kellett kipróbálnia. Ehhez manuális kontrollra kapcsolta a kormányrendszert, de egyszerre csak egy tengely körül téríthette ki az űrhajót a helyzetéből. Elsőként a bólintó irányú mozgást próbálta ki Shepard, egy joystick kar előre-hátra mozgatásával a kabin orrát emelte „fel” és „le”. Ezzel a gyakorlattal egyben beállította a megfelelő fékezési pozíciót is. Aztán kipróbálta a legyező irányú (a kabin orrát „jobbra” és „balra” kitérítő mozgást is. Végül a kabin hossztengelye körüli forgatást is kipróbálta az űrhajós, amellyel végül úgy állította be az űrhajója helyzetét, hogy a kabinajtóra szerelt periszkóp a földfelszín felé nézzen, hogy aztán elkezdhesse a Föld-megfigyelési feladatot. A gyakorlatok során úgy találta, hogy az űrhajó irányításának érzése nagyon hasonlított a szimulátoros gyakorlásokra, ám egy apróbb tervezésbeli probléma is előállt: amikor a kormányzó kart mozgatta, az űrruha csuklóján levő merev záróelem beleütközött az éppen a kar mellé tervezett személyi ejtőernyő csomagjába, és csak erőhatással tudta az űrhajós arrébb tolni, hogy a kart mozgatni tudja.
Shepard: Kormányzott mozgások… OK, átkapcsolok kézi bólintásra
Slayton: Kézi bólintás
Shepard: Kézi bólintás OK… átkapcsolok kézi legyezőmozgása
Slayton: Értem. Kézi legyezőmozgás
Shepard: Legyezőmozgás OK. Kapcsolok kézi forgásra
Slayton: Kézi forgás
Az űrhajó térbeli helyzetének manuális irányítását követően jött el a másik fő feladat, a röppályáról megfigyelhető földfelszín megfigyelése. De rögtön az első pillanatokban egy hiba vált nyilvánvalóvá: minden szürkés árnyalatú volt a látómezőben, mivel egy szürke fényszűrő rajtamaradt a kilátást biztosító periszkópon (a Mercury űrhajó első példányán még nem a mai értelemben vett ablak volt, hanem az űrhajós egy optikai eszközön – periszkópon – keresztül látott ki és az indítóállásban biztonsági megfontolásból egy fényszűrő védte az űrhajós szemét, mivel a periszkóp lencséje nagyítóként működött és súlyos szemkárosodással fenyegetett óvintézkedés nélkül). Shepardnak a szűrőt a start előtti pillanatokban kellett volna eltávolítania, de elfelejtette. Amikor az űrhajót forgatta még az előző kísérletben, az űrhajós rájött, hogy a filter a helyén maradt és meg is próbálta eltávolítani, de amikor odanyúlt volna a periszkópba, az űrruhája ujja beleakadt a repülés-megszakítást aktiváló karba, ezért Shepard inkább óvatosan visszahúzta a kezét és lemondott a valós színű földfelszín látványáról.
Shepard: A perszkópon keresztül micsoda gyönyörű látvány…
Slayton: Lefogadom, hogy az
Shepard: Felhőket látok Florida felett. A keleti part 3–4 tizede felhős, egészen Hatterasig átlátszatlan… Látom Okeechobee-t, felismerem az Andros-szigetet és látom a zátonyokat.
A periszkópnak kétféle nagyítása volt, egy enyhe, amely kb. 3000 kilométer átmérőjű látómezőt biztosított, és egy nagy, amelyben egy kb. 130 kilométeres kör látszott. A nagy nagyítással az egész Floridai-félszigetet belátta, illetve a látómező nyugat felé a Mexikói-öböl keleti részéig, kelet felé pedig a Bahama-szigetekig kiterjedt. Shepard meg tudta különböztetni a felhőket, a tengert és a szárazföldet (azon belül további részleteket is meg tudott különböztetni, például tavakat, mint az Okeechobee-tavat Florida központi részén, vagy kisebb szigeteket, mint az Andros-sziget a Bahamákon), de a városokat nem látta.
- 14:39:28 A fékezés kezdete

A felszín megfigyelése közben az űrhajó elérte a röppályája csúcspontját 187,5 km magasságon. Shepard feladata a fékezési folyamat beindítása volt ekkor, miután az automatikus repülési módról kézire kapcsolt. A fékezés előtt ellenőriznie kellett a kabin állásszögét, amelynek 34 fokot kellett bezárnia a pályához képest. A manuális irányításra kapcsoláskor 20–25 fok közötti volt az állásszög, Shepard előbb ezt korrigálta a megkívánt 34 fokra. Aztán beindította a fékezőrakétákat, melyek egymás után indultak és lassították a kabint.
Shepard: Fékezési folyamat indul
Slayton: Vettem
Shepard: Sima művelet
Slayton: Vettem. Nyugtáztam, hogy minden simán megy
Shepard: Meg is vagyunk… 1-es fékezőrakéta, nagyon simán megy… Kettes fékezőrakéta… Hármas fékezőrakéta… Mindhárom fékezőrakéta beindult
- 14:40:28 A fékező rakétacsomag leválasztása

A három fékezőrakéta egy hevederekkel a kabin fenekére, a hőpajzsra rögzített bölcsőben foglalt helyet, ám a rakéták kiégését követően ez feleslegessé vált, mi több útban volt, mert a légerők miatt esetleg kárt tehetett volna a hőpajzsban, ezért le kellett választani, mielőtt a kabin a sűrűbb légrétegekbe ért a légkörben. Ekkor következett be az egész repülés egyetlen – jelentéktelen – üzemzavara. Shepard leválasztotta a rakétacsomagot, látta is a periszkóp előtt elsuhanó pántokat és a rakétacsomag szétszakadó darabjait, de a műszerfalon a leválást mutató zöld jelzőfény nem gyulladt ki. Shepard még egyszer aktiválta a leválasztást, és a lámpa is kigyulladt a műszerfalon.
Shepard: …nem ég a lámpa
Slayton: Értem, nem ég a lámpád
Shepard: Nem ég a lámpa. Láttam a szíjakat leesni. A leválás zaját is hallottam. Újrapróbálom a leválasztást
Slayton: Vettem
Shepard: Újra-leválasztás, a lámpa zölden világít.
- 14:41:28 0,05 g

Shepard a fékező rakétacsomag leválasztását követően azzal volt elfoglalva, hogy a meglehetősen rosszul elhelyezett periszkópon keresztül kifelé kémleljen – ami a rossz elhelyezés miatt csalódást keltő próbálkozás volt –, amivel kissé ki is billent a rá szabott teendők ritmusából. Ezen próbálkozás közben meglepetésként hatott a műszerfal jelzőfénye, miszerint ismét 0,05 g hat a kabinra, a gravitáció kezd ismét úrrá lenni (a meglepetés abból származott, hogy a szimulátoros gyakorlások alapján egy perccel későbbre várta Shepard a 0,05 g jelzést). Eztuán a nehézségi erő rohamosan kezdett felépülni, ahogy a légkör egyre jobban lassította a kabint. A légellenállás egészen a csúcsterhelésig, –11,6 g-ig lassította a Freedom 7-et, Shepard a centrifugagyakorlatokból ismerte már ezt a csonttörő erőhatást.
Shepard: Itt a Freedom 7 … g növekedés, 3, 6, 9
- 14:43:51 A fékernyőrendszer nyitási folyamat kezdete

A légköri fékezés felemésztette a Freedom 7 mozgási energiájának jó részét, ám a leszállás végső fázisában tovább kellett csökkenteni a sebességet és végül stabilizálni az űrhajós süllyedését, amihez egy ejtőernyőrendszer állt rendelkezésre. A mérnökök egy két lépcsőből álló ejtőernyőrendszert építettek be, amely első lépcsőben egy kisebb stabilizáló-kihúzó ernyővel, második lépcsőben egy nagy felületű fékező-teherernyővel oldotta meg a feladatot. Shepard abbéli izgalmában, hogy a stabilizáló ernyő nyílását megfigyelje, el is felejtette egy kötelező magasságadat – 80 000 láb (kb. 24 400 méter) – bediktálását, csak az ernyőnyitás után eszmélt és kezdte jelenteni a magasságadatokat, miután az irányítás jelezte neki, hogy szerinte a röppályaadatok a tervezett módon alakulnak.
Slayton: Itt a CapCom, a vízre szállásod pontos lesz
Shepard: Itt a Hetes, oké … 45 000 láb most … ah, 40 000 láb most … visszakapcsolok automatára … 35 000 … 30 000 láb
A stabilizáló ernyő mindenféle rántás nélkül nyílt ki, csak az ejtőernyőházból való kioldását célzó piropatron durranása jelezte Shepardnak a nyitást 6400 méter (21 000 láb) magasan. Kicsit később a légköri fékezés idejére behúzott periszkópot ismét kibocsátotta az űrhajós, és vizuálisan is megpróbált meggyőződni a kihúzóernyő nyitott állapotáról, amit a lassulás és a himbálózás megszűnése közvetve amúgy is visszaigazolt már számára. 4570 méteren (15 000 láb magasan) kinyílt a kabin légbeeresztő szelepe is, hogy kiegyenlítse a külső és belső nyomást, egyben friss levegőhöz juttatva az űrhajóst.
- 14:44:28 Fékernyőnyitás

3048 méteren (10 000 lábon) ereszkedett az űrhajó, amikor a 19 méter átmérőjű főernyő is kinyílt. A főernyő egy nagy rántással tovább lassította a kabint, majd stabil, 10,67 m/s (35 láb/s) sebességre állította be a süllyedést. Közben az űrhajó a Cape Canaveral-i irányítóközpont rádióhorizontja alá süllyedt, és a kapcsolattartást „Indian CapCom” hívójellel egy Grand Bahama szigetén települt rádió kapcsolattartó – Gus Grissom – vette át, valamint Shepard felvette a kapcsolatot a helyszínen őrjáratozó „Cardfile 23” hívójelű kutató-mentő repülőgép rádiósával is, mindkettejüknek jelentve a rendszer megfelelő működését. Eszerint a vízre szálláshoz szükséges leszállócsomag (egy 1,2 méter széles szoknya, amely a vízre ütődés erejét volt hivatott tompítani) kinyílt, és a kormányfúvókák tartályaiban megmaradt hidrogén peroxid a nyitott leengedőszelepen át távozott.
Shepard: Helló Capcom, Freedom 7, hogy hallasz?
Shepard: Helló Cardfile 23, itt a Freedom 7, Hogy hallasz?
Grissom: Freedom 7, itt az Indian CapCom. Hallod az adást?
Shepard: Visszaigazolom Indian CapCom, hadd tegyek jelentést. 7000 lábon vagyok, a főernyő rendben, a leszállócsomag zölden világít, a peroxidot leengedtem, jól vagyok.
Cardfile 23: Ah, Freedom 7, Freedom 7. Itt a Cardfile 23, vétel.
Shepard: Ah, itt a Hetes. Rádiózd tovább a CapComnak kérlek. Magasságom 4000 láb, helyzet mint eddig, a főernyő rendben, a leszállócsomag rendben kinyílt, a peroxidot leengedtem.
- 14:49:43 Vízre szállás

### Leszállás, mentés

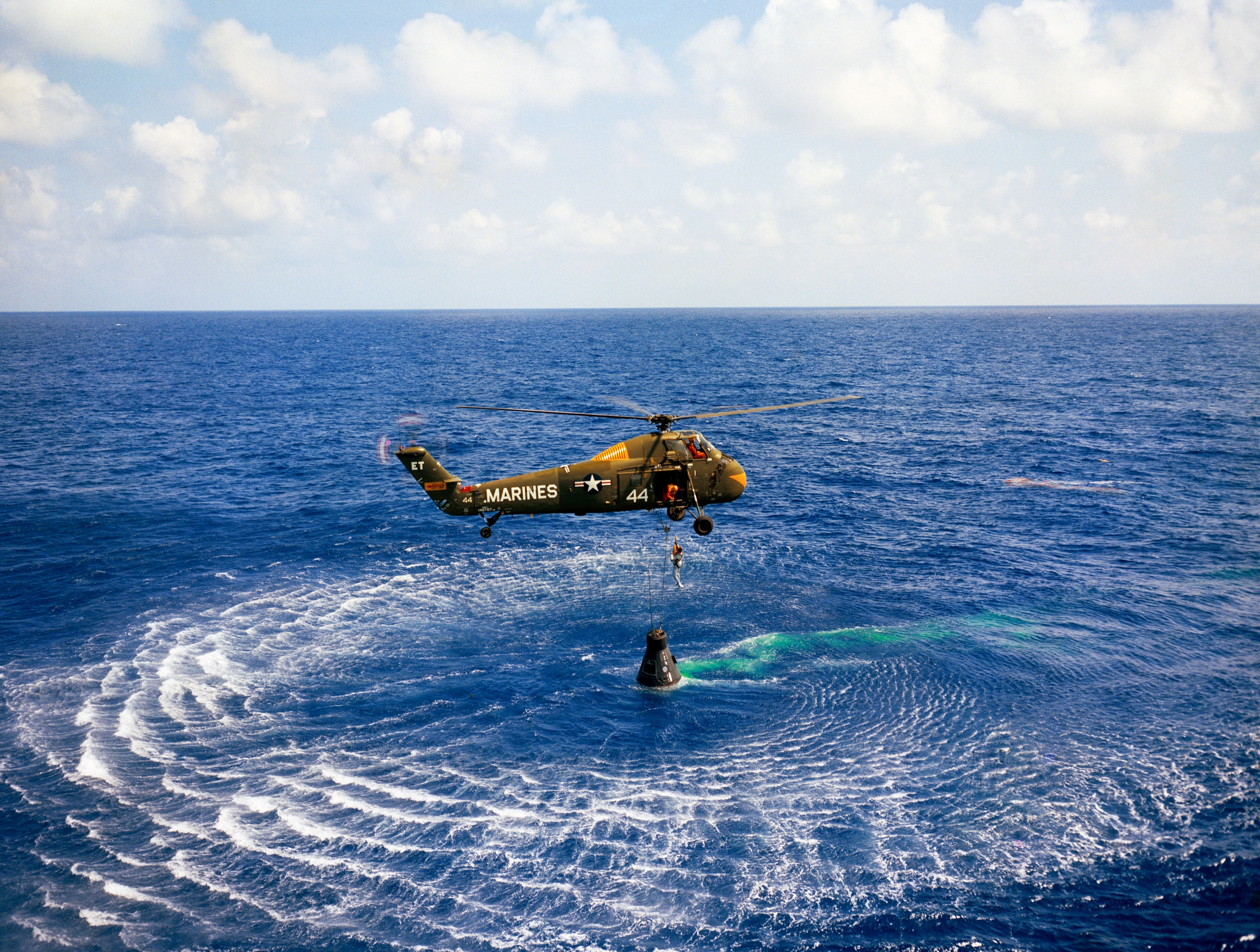
A Freedom 7 űrkabin vízre szállás utáni kiemelését végzi az US Marines Sikorsky S–55 helikoptere

A Mercury–Redstone–3 az Atlanti-óceánon, a Bahama-szigetek mellett szállt vízre 15 perc 22 másodpercnyi repülés után, ahol az USS Lake Champlain hadihajó várta, hogy fedélzetére vegye. Shepard a vízre szállás előtti pillanatokban megoldotta a térdénél levő rögzítőpántokat, kinyitotta a sisakja arcüvegét, valamint lecsatlakoztatta az őt a kabinhoz kötő ellátóvezetékeket. A kabin vízre érkezése kb. 10–11 m/s sebességgel történt, a haditengerészeti pilóta Shepard egy hordozóra való leszálláshoz hasonlította leginkább a fellépő hatásokat. A vízre szállásnál az űrhajó nem a fenekére érkezett, hanem az űrhajós jobb oldalán, nagyjából 60 fokos szögben csobbant a vízbe, majd úgy 1 perc alatt állt függőleges pozícióba. Az ejtőernyő automatikusan levált a leérkezés pillanatában, illetve azonnal egy fluoreszkáló zöld, a víz felszínén lebegő folyadék ömlött ki, hogy a helikopterek számára könnyebben azonosítható legyen a leszállási pont. Shepard utolsó feladatként ellenőrizte, hogy a vizet éréskor nem fordult-e elő valamilyen repedés, törés és nem szivárog-e a víz a kabinba; az eredmény negatív volt.

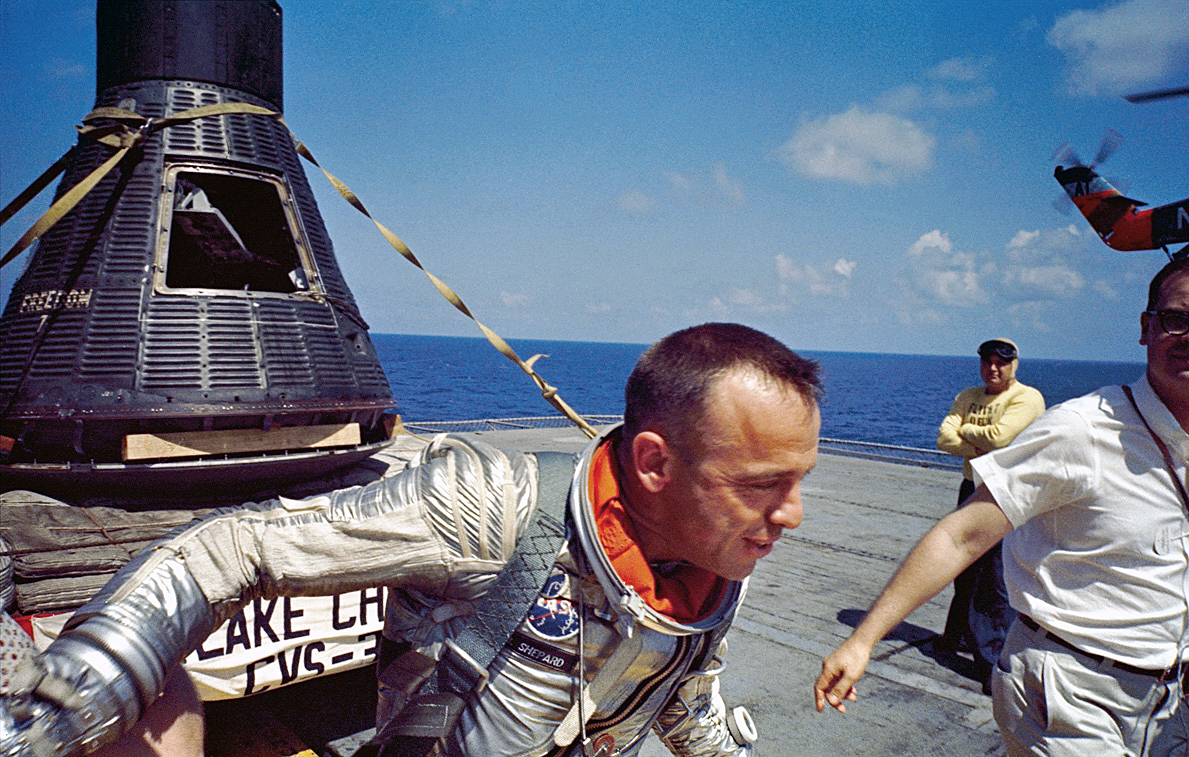
Shepard a USS Lake Champlain fedélzetén percekkel azután, hogy vízre szállt az Atlanti-óceánon

Mivel a leszállás elég pontosan a kijelölt leszállási pont közelében történt, a haditengerészet várakozó egységei már az ejtőernyős ereszkedés fázisában nyomon követték a leszállást, így az űrhajós és a kabin kiemelését végző helikopterek már a csobbanás pillanatában a közelben várakoztak, és amikor Shepard jelentette, hogy rendben megtörtént a leszállás, a kabin fölé repülve megkezdték a kiemelést. A kiemelést végző helikopter kissé megemelte az űrhajót egy drótkötél és egy kampó segítségével, hogy a kabinajtó nehogy víz alá kerüljön, miután az űrhajós kinyitotta és a mentés közben elsüllyedjen. A félig kiemelt kabinban aztán Shepard kinyitotta a kabinajtót, kimászott rajta, és a helikopter egy vízi mentésre használt emelőkosárral a fedélzetére vette az űrhajóst. E művelet közben történt egy apróbb – egyébként semmilyen sérüléssel, vagy egyéb következménnyel járó – baleset, emelés közben Shepardot végigkarcolta az űrhajó rádióantennája, ahogy az emelés közben nekihúzta a helikopter.
A helikopter legénysége a lehető leggyorsabban a közelben várakozó repülőgép-hordozó fedélzetére emelte az űrhajóst és űrhajóját, a vízre érkezés pillanata és a között az időpont között, míg Shepard a USS Lake Champlain fedélzetére lépett, mindössze 11 perc telt el. Az anyahajó fedélzetén legelőbb Shepard egészségi állapota felől győződtek meg, illetve még a friss élmények alapján jelentést diktált az űrhajós a repülésen tapasztaltakról. A jelentés diktálása közben befutott egy telefonhívás a hajó hídjára, Shepard megszakítva a jelentést futott fogadni John F. Kennedy elnök gratuláló hívását. Az egészségi állapotára vonatkozó vizsgálatok és kérdések elsősorban a súlytalanság érzésével és hatásaival voltak kapcsolatban. Shepard „kellemes érzésként” írta le az 5 percet, amíg a súlytalanságban volt. Valójában érzésről aligha beszélhetünk, mivel az űrhajós nem lebeghetett szabadon, mindvégig szorosan az ülésébe volt szíjazva (ezért is jellemezte úgy a súlytalanságot, mintha egy F–105 vadászbombázó hátsó ülésén repült volna), magát a jelenséget is csak úgy észlelte, hogy egyszer csak egy kis alátét lebegett a bal füle mellett, amit megpróbált elkapni, de az elpattant a kezéről és el is veszett. A hordozóról Shepardot a legközelebbi szárazföldre, Grand Bahama szigetére vitték, ahol egy két napos repülés utáni vizsgálatsorozat kezdődött, az űrhajós részletes orvosi státuszáról, a repülés során tapasztalt élményekről, az űrhajó és a felszerelés működéséről.

## A repülés tapasztalatai
A repülés után közvetlenül egy 32 szakértőből álló csoport részvételével gyűjtötték össze Shepard élményeit és tapasztalatait, miután Grand Bahama szigetére vitték az űrhajóst. Shepardra kétnapos tortúra várt. Ennek keretében két fő kérdéscsoport mentén gyűjtöttek információt a szakértők.
Űrruha
Shepard alapvetően kényelmesnek találta az űrruhát, a benne való mozgást pedig megfelelőnek. Néhány apróság azonban felmerült, ami a későbbi repülésekre áttervezési javaslatot szült. Ilyen volt például az űrruha belső nyomásmérő kijelzője, amelyet a bal kar mandzsettájára szereltek, de a nagy gyorsulások közepette Shepard nehezen tudta leolvasni. Egy másik kisebb probléma a kesztyűvel támadt, az űrhajós ujjai teljesen kitöltötték a kesztyű ujjvégeit, azonban ez elzárta a levegő cirkulációját. Shepardnak az idő nagy részében vissza kellett húznia az ujjait a kesztyűben. További probléma merült fel a bioszenzorokkal is, némi bőrirritációt okozott a testre rögzítésre használt ragasztóanyag. Miközben a kabin hőmérséklete viszonylag magas volt végig a repülés során, az űrruha hűtőrendszere jól működött végig, a belső hőmérséklet 24–28 °C között ingadozott a start és a leszállás között.
Űrhajó
Magával az űrhajóval kapcsolatban szélesebb körű kikérdezésben részesült Shepard, mivel annak minden rendszerére kíváncsiak voltak a mérnökök. A legfontosabb az életfenntartó rendszer működése volt, amely alapvetően jól működött, a kabin belső hőmérséklete a 33–38 fokos sávban maradt végig a repülés alatt. A kabin nyomástartása is a tervezett szerint alakult, ezért az oxigénellátást is hibátlannak ítélték (a két, egyenként 1,8 kg-os oxigéntartályból csak az egyik tartalmának fele fogyott el. A hűtővízből is csak nagyon kevés hiányzott.
Egy másik érdeklődésre számot tartó terület volt a manuális kormányrendszer működése. A röppálya tetején próbálhatta ki Shepard a kézi irányítást, ami alapvetően jól vizsgázott, de itt is voltak apró negatívumok, például hogy az űrhajó enyhén forogni kezdett a hossztengelye körül az óramutatóval megegyező irányban. Ez a jelenség két egymástól független hibát is feltárt. Egyrészt egy kisebb törmelék kerülhetett a hidrogén-peroxid csöveibe, ami egy apró lyukat üthetett, így a lyukon kiáramló gáz szolgáltatta azt a hajtóerőt, ami lassan forgatni kezdte a kabint. A másik hibát Shepard vétette, amely a kormányrendszer hidrogén peroxid hajtóanyagának vártnál nagyobb mértékű fogyásában jelent meg. Amikor Shepard manuális irányításra kapcsolt, majd vissza, a kormányrendszer üzemmódjainak szelepeit is nyitni, zárni kellett, amelyet a manuálisról automatára történő átálláskor elfelejtett, így mindként rendszerből ömlött gáz a rendszerbe, és így többlet is fogyott. Az űrhajó leszálláskori teljesítménye is megfelelő volt, csak a hőpajzsot szúrta át a leérkezéskor egy csapszeg, de a pajzs alatti fenéklemez nem sérült, így nem ömlött víz a kabinba.
Az űrhajón kívül a rakéta működése is téma volt a felmérésen. Azt a repülés telemetriai adataiból is tudták a mérnökök, hogy a röppálya a tervezetthez nagyon közel alakult, az utólagos vizsgálat az űrhajó leválasztására terjedt ki. Eszerint az összes piropatron és tartalék rendszer jól működött, kivéve a mentőrakétát leválasztó tartalék rendszer, amelyet a jelek szerint Shepard indított be kézi irányítással, de Shepard nem emlékezett rá, hogy ő indította volna be a folyamatot, így ez a hiba megoldatlan maradt. További értékelés vonatkozott a fékezőmanőverre is, amely a leszállási pont beállításához kellett: a fékezőrakéták megfelelően működtek, csak a feladat végeztével végrehajtott leválasztás visszajelző lámpája döglött be a műveletnél.
Az elemzések a rádiókapcsolatra kis kitértek, az utólagos kiértékelés kiválónak tartotta a kapcsolatot, Slayton és Shepard kristálytiszta adásról számolt be, csak a start pillanataiban volt kissé szakadozott az űrhajós hangja a rádióban. A repülés során mindvégig URH frekvenciát használtak, a rádióforgalmazás Cape Canaveral antennáin és a Grand Bahama állomás antennáin keresztül történt, viszont a harmadik alternatívaként felküldött – Cardfile 23 hívójelű – átjátszó repülőgép rádióvétele végül használhatatlannak bizonyult.

## A repülés utóélete

### Hatása az űrhajózásra
Alan Shepard történelmi személyiséggé vált hazájában. 1961. május 8-án John F. Kennedy elnök a Fehér Ház kertjében a Kiváló Szolgálatáért Érdemrenddel tüntette ki az űrhajóst. Érdekesség, hogy a kitüntetés civil érdemérem volt (a NASA által adható legmagasabb elismerés), ezzel is hangsúlyozva a világ közvéleménye felé a Mercury–program nem katonai jellegét.
Shepard sikere adta a Kennedy adminisztráció kezébe a kulcsot a háttérben előkészített Apollo-program bejelentéséhez. Gagarin repülését – a szovjetek ismételt diadalát egy fontos űrteljesítményben – a közvélemény a Szputnyik–1-hez hasonló vereségként élte meg, az elnök egy az űrversenyt alapjaiban megfordító teljesítmény előkészítésére adott utasítást az illetékesek (a NASA, az elnök tudományos tanácsadó testülete és a műszaki fejlesztéseket felügyelő fő kormánytisztviselő, az alelnök) számára. Két alternatíva közül az elnök a merészebbet, a Holdra szállást választotta, a közvéleménynek pedig egy sikeres űrteljesítmény után akarták bejelenteni. Shepard sikeres repülése, az első amerikai űrrepülés ilyen apropónak számított és 1961. május 25-én a kongresszus előtt Kennedy bejelentette az Apollo-programot, a tervet, melynek keretében az USA az 1960-as évtizeden belül a Holdra küld űrhajósokat.

### Megjelenése a művészetekben
A végtelen szerelmesei: Az Apollo-program (HBO tévésorozat, 1998)
Az Apolló 13 c. mozifilm készítése közben – a témához szenvedélyes közelségbe került – Tom Hanks és Ron Howard elhatározásából és produceri munkájával, az HBO csatorna megbízásából készült 11 részes tévésorozat, amely az egész Apollo-program történetét öleli fel From the Earth to the Moon eredeti angol címen. A sorozat első része – Képesek vagyunk rá? címmel – azonban nem a holdra szállás történelmi eseményeit, hanem az ahhoz vezető utat dolgozza fel hangsúlyosan Alan Shepard repülését, amely alapot szolgáltatott Kennedy elnök számára a holdprogram bejelentéséhez. A sorozat alapjául Andrew Chaikin: A Man on the Moon című könyve szolgálta, amely legfőképpen a holdutazások emberi oldalát, az űrhajósok életét, érzéseit dolgozta fel, amely motívum végigkíséri a sorozatot, az első rész ábrázolásaiban sem a dokumentarizmus, hanem a teljesítmény emberi oldala volt a fő alkotói szempont. A filmsorozat Emmy-díjat és Golden Globe-díjat nyert 1998-ban.
Light This Candle: The Life and Times of Alan Shepard (Életrajz, 2005)
Neil Thompson magándokumentumokon és interjúkon alapuló életrajzi munkája, amelyben Shepard életét kíséri végig, fókuszban a Mercury-programban és az Apollo-programban játszott szerepével. A mű részletesen meséli el a Freedom 7 előtti felkészülést, Shepard kiválasztását, majd magát a repülést. Thompson nem csak a Shepard szemszögéből írja le az első amerikai űrrepülés eseményeit, hanem megszólaltatja az űrhajós legjobb barátait az Eredeti Hetek soraiból, pl. John Glennt, Wally Schirrát és Gordo Coopert.

### Magyar oldalak
- Egy amerikai a világűrben: 45 éve repült az első Mercury űrhajó (1. rész)
- Egy amerikai a világűrben: 45 éve repült az első Mercury űrhajó (2. rész)

### Külföldi oldalak
- A Mercury-program hivatalos honlapja (Kennedy Space Center)
- Alexander, C. C.. This New Ocean: a History of Project Mercury. USA: NASA (1966). ISBN 1934941875